# Perdermi (album Zero Assoluto)
Perdermi è il quarto album in studio del gruppo musicale italiano Zero Assoluto, pubblicato il 31 maggio 2011 dalla EMI Italiana.

## Descrizione
L'album si compone di undici brani, di cui uno è la versione acustica del singolo Questa estate strana che ha anticipato il disco il 22 aprile 2011.
Per la promozione del disco, il duo ha pubblicato come singoli anche l'omonimo Perdermi e Se vuoi uccidimi.

## Tracce
1. Perdermi – 3:05
2. Questa estate strana – 2:19
3. Se vuoi uccidimi – 3:17
4. L'unica – 2:38
5. Vieni più vicino – 4:33
6. Ma domani – 3:37
7. Un po' di sole – 2:54
8. Dovrei – 2:49
9. Tutte le cose – 2:37
10. Un giorno normale – 2:52
11. Questa estate strana (Acoustic Version) – 2:22

## Formazione
Gruppo
- Thomas De Gaspari – voce
- Matteo Maffucci – voce, tastiera

Altri musicisti
- Danilo Pao – basso, chitarra
- Enrico Sognato – basso, chitarra

## Classifiche
| Classifica (2011) | Posizione massima |
| ----------------- | ----------------- |
| Italia            | 12                |